# Tommy Ross
Thomas Ross, mais conhecido como Tommy Ross (27 de fevereiro de 1946 - 18 de maio de 2017) foi um jogador de futebol escocês que jogava como atacante, notório por ter sido reconhecido pelo Guinness Book como o autor do Hat-trick mais rápido da história do futebol. Em 28 de novembro de 1964, ele marcou 7 gols na vitória de 8-1 da sua equipe, o Ross County, contra o Nairn County, sendo 3 com uma diferença de apenas 90 segundos, o que lhe garantiu o recorde.

## Carreira
Ross ingressou no Ross County em 1961, aos 15 anos, e marcou seu primeiro gol pelo clube em sua temporada de estreia. Durante a temporada de 1964-65, ele anotou ao todo 44 gols, incluindo o famoso hat-trick contra o Nairn County, em 28 de novembro de 1964. Neste jogo ele marcaria ainda mais 4 gols. Este recorde do hat-trick mais rápido da história do futebol só seria reconhecido em abril de 2004.
Ele jogou na English Football League pelo Peterborough United York City, na Scottish Junior Football Association pelo Lochee United, na Scottish Highland Football League pelo Ross County e na Non-League football pelo Wigan Athletic e pelo Scarborough.
Depois que sua carreira de jogador terminou, Ross administrou o Tain St Duthus nos anos 90. Seus filhos, Stuart e Andrew, formam agora a equipe administrativa do clube, que foi reativada em 2016. Ross também trabalhou como olheiro do Tottenham Hotspur.
Sua morte foi relatada no site do St Duthus FC em 19 de maio de 2017.